# The Doctors
The Doctors è stata una soap opera statunitense andata in onda sulla NBC dal 1º aprile 1963 al 31 dicembre 1982 per un totale di 5.280 episodi.
La soap opera è ambientata nella fittizia cittadina di Madison, nel New England, dove ha sede l'Hope Memorial Hospital.

## Caratteristiche
All'origine, The Doctors fu pensata come un'antologia di storie ambientate all'interno dell'Hope Memorial Hospital. Nel 1963, furono così trasmessi alcuni episodi autoconclusivi, ma quando la serie tornò sugli schermi nel 1964, fu trasformata in soap opera. Nel corso dell'intero show, le trame ruotarono attorno al responsabile dei dottori dell'ospedale di Madison, Matthew Powers (James Pritchett).
The Doctors era considerato una soap più "spinta" del suo diretto rivale, General Hospital (che iniziò le sue trasmissioni lo stesso giorno di The Doctors sul network ABC allo stesso orario). Infatti, mentre i dottori di General Hospital lavoravano in armonia nella maggioranza delle situazioni (alcuni di loro erano anche intimi amici), nella soap della NBC i medici erano tendenzialmente più spietati gli uni con gli altri.
Per esempio, quando il Dott. Powers fu accusato di omicidio e fu costretto a dare le dimissioni (cadendo in depressione), la prima mossa del suo sostituto fu quello di mettere alla porta tutti i suoi "alleati". In un altro momento dello show, un'infermiera scopri che il dottore con il quale lavorava aveva ucciso un suo rivale facendolo passare per suicidio. Quando il medico-assassino venne a sapere che la donna sapeva il suo segreto, l'uomo inizio a perseguitarla (sul posto di lavoro) in maniera talmente ossessiva tanto da spingerla al suicidio.

## Successo e fine della serie
The Doctors divenne molto popolare alla fine degli anni sessanta, quando la soap fu inserita nella programmazione pomeridiana tra due altre soap di grande successo, Il tempo della nostra vita e Destini. Il suo successo travolse programmi importanti dell'epoca come il quiz Il gioco delle coppie (della ABC) e diede del filo da torcere alla soap di grande successo della CBS, Sentieri. Fino alla metà degli anni settanta, lo show risultò essere una delle soap opera più seguite degli Stati Uniti: nella stagione 1973/74, era quarto dopo Così gira il mondo, Il tempo della nostra vita e Destini. Non a caso, fu proprio in quegli anni (nel 1972 e nel 1974) che The Doctors vinse il Premio Emmy come Migliore serie drammatica del daytime.
Nella stagione seguente, però, la soap scese all'ottavo posto dei rating Nielsen, e si stabilizzò all'undicesimo posto fino al 1980. La causa fu soprattutto dovuta ai cambiamenti di orario che lo show cominciò a subire: dalle 14:30 alle 14 (per fare spazio agli episodi di 90 minuti di Destini nel 1979). L'anno seguente, fu spostato di nuovo per fare spazio allo spin-off di Destini, Texas, alle 12:30. Ma la mossa più disastrosa fu spostare la soap alle 12 nell'aprile del 1982, in un orario in cui lo show doveva battersi con una delle soap-fenomeno del momento, Febbre d'amore sulla CBS, e il popolare gioco a premi Family Feud sulla ABC. Questi due show furono fatali per The Doctors che così toccò il fondo della classifica Nielsen, tanto da stabilire un primato ancora imbattuto: The Doctors è la soap opera con il più basso indice d'ascolto della storia della tv americana. Così, a 3 mesi dal ventesimo anniversario, la NBC decise di cancellare lo show.
Lo show fu sponsorizzato quasi per tutto il ciclo di trasmissioni dalla Colgate-Palmolive.

## Trasmissione italiana
In Italia la serie è stata trasmessa brevemente da Canale 5 a partire dal 14 giugno 1982. Nel 1985, è approdata su Rete A, dove è stata trasmessa da gennaio a luglio per poi essere cancellata a causa degli ascolti non soddisfacenti.